# رؤساء وزراء أرمينيا
رئيس وزراء أرمينيا هو الوزير الأكثر تأثيرا داخل الحكومة الأرمينية، ومكلف من قبل الدستور ب«الإشراف على الأنشطة العادية للحكومة وتنسيق عمل الوزراء.» ويتم تعيين رئيس الوزراء من قبل رئيس أرمينيا، ولكن يمكن إزالته عن طريق تصويت لحجب الثقة في البرلمان. ويعتبر منصب الرئيس عموما  أكثر قوة من منصب رئيس الوزراء.
أنشئ مكتب رئيس الوزراء الأول في عام 1918 مع تأسيس جمهورية الكونغو الديمقراطية أرمينيا. اختفت عندما أُدمجت جمهورية أرمينيا الديمقراطية في جمهورية القوقاز الاتحادية الاشتراكية السوفيتية. عندما استعادت أرمينيا استقلالها، أعيد مكتب رئيس الوزراء.

## قائمة رؤساء حكومات أرمينيا (1918 - إلى الوقت الحاضر)

### جمهورية أرمينيا الديمقراطية (1918-1920)
رئيس الوزراء
- Hovhannes Katchaznouni (يونيو 30 1918-1928 مايو 1919) (في تبليسي، جورجيا حتى 19 يوليو 1918)
- الكسندر Khatisyan (28 مايو 1919 - 5 أيار 1920)
- حمو Ohanjanyan (5 مايو 1920 - 25 تشرين الثاني 1920)
- سيمون Vratsian (25 نوفمبر 1920 - 2 ديسمبر 1920)

### جمهورية القوقاز الاتحادية الاشتراكية السوفياتية (1922-1936) والجمهورية الاشتراكية السوفياتية الأرمينية (1936-1991)
رئيس مجلس مفوضي الشعب:
- سيرغي Lukashin (21 مايو 1922 - يونيو 24 1925)
- سركيس Ambartsumyan (24 يونيو 1925 - 22 مارس 1928) (1st الوقت)
- ساهاك تير Gabrielyan (مارس 22 1928-1910 February 1935)
- أبرام Guloyan (10 فبراير 1935 - فبراير 1937)
- سركيس Ambartsumyan (مارس 1937 - مايو 1937) (2 مرة)
- ستيبان Akopyan (مايو 1937 - 21 سبتمبر 1937)
- آرام Piruzyan (23 نوفمبر 1937 - أكتوبر 1943)
- Agasi سركيسيان (أكتوبر 1943-1946)

رؤساء لمجلس الوزراء:
- Agasi سركيسيان (1946 - مارس 29 1947)
- Saak كارابيتيان (29 مارس 1947 - نوفمبر 1952)
- أنتون Kochinyan (نوفمبر 20 1952-5 February 1966)
- بدل Muradyan (5 فبراير 1966 - 21 نوفمبر 1972)
- غريغوري Arzumanyan (21 نوفمبر 1972 - 28 تشرين الثاني 1976)
- G.A. مارتيروسيان (نوفمبر 28 1976-1917 January 1977) (بالنيابة)
- Fadey سركسيان (يناير 17 1977-1916 January 1989)
- فلاديمير Markaryants (يناير 16 1989-1913 August 1990)
- فازغان مانوكيان (13 أغسطس 1990 - 25 سبتمبر 1991)

### جمهورية أرمينيا (1991 - إلى الوقت الحاضر)
رئيس الوزراء
| 1    | فازغان مانوكيان (مواليد 1946) |                | 13 أغسطس 1990  | 25 سبتمبر 1991                       | الحركة الوطنية لعموم الأرمن |
|      | فازغان مانوكيان (مواليد 1946) | 25 سبتمبر 1991 | 22 نوفمبر 1991 | الاتحاد الوطني الديمقراطي            |                             |
| 2    | جاجيك هاروتيونيان             |                | 22 نوفمبر 1991 | 30 يوليو 1992                        | (لا يوجد)                   |
| 3    | خوسروف هاروتيونيان            |                | 30 يوليو 1992  | 2 فبراير 1993                        | (لا يوجد)                   |
| 4    | هرانت باجراتيان               |                | 2 فبراير 1993  | 4 نوفمبر 1996                        | الحركة الوطنية لعموم الأرمن |
| 5    | أرمين سركيسيان                |                | 4 نوفمبر 1996  | 20 مارس 1997                         | (لا يوجد)                   |
| 6    | روبرت كوتشاريان               |                | 20 مارس 1997   | 10 أبريل 1998                        | (لا يوجد)                   |
| 7    | أرمين دربينيان                |                | 10 أبريل 1998  | 11 يونيو 1999                        | (لا يوجد)                   |
| 8    | فازغان سركسيان                |                | 11 يونيو 1999  | 27 أكتوبر 1999[α]                    | الحزب الجمهوري              |
| 9    | آرام سركسيان                  |                | 3 نوفمبر 1999  | 2 مايو 2000                          | الحزب الجمهوري              |
| 10   | أندرانيك مارغاريان            |                | 12 مايو 2000   | 25 مارس 2007[β]                      | الحزب الجمهوري              |
| 11   | سيرج ساركسيان                 |                | 26 مارس 2007   | 9 أبريل 2008                         | الحزب الجمهوري              |
| 12   | تيجران سركسيان                |                | 9 أبريل 2008   | 13 أبريل 2014                        | الحزب الجمهوري              |
| 13   | هوفيك أبراهاميان              |                | 13 أبريل 2014  | 8 سبتمبر 2016                        | الحزب الجمهوري              |
| 14   | كارين كرابيتيان               |                | 13 سبتمبر 2016 | 17 أبريل 2018                        | الحزب الجمهوري              |
| (11) | سيرج ساركسيان                 |                | 17 أبريل 2018  | 23 أبريل 2018                        | الحزب الجمهوري              |
| -    | كارين كارابيتيان              |                | 23 أبريل 2018  | 8 مايو 2018                          | الحزب الجمهوري              |
|      | نيكول باشينيان (مواليد 1975)  |                | 8 مايو 2018    | 14 يناير 2019                        | يلك العقد المدني            |
| 15   | نيكول باشينيان (مواليد 1975)  | 14 يناير 2019  | 2 أغسطس 2021   | [تحالف خطواتي\|خطواتي]] العقد المدني |                             |
|      | نيكول باشينيان (مواليد 1975)  | 2 أغسطس 2021   | حاليا          | العقد المدني                         |                             |

## وصلات خارجية
1. ↑   https://edition.cnn.com/2018/05/08/europe/armenia-new-prime-minister-nikol-pashinyan-intl/index.html. {{استشهاد ويب}}: |url= بحاجة لعنوان (مساعدة) والوسيط |title= غير موجود أو فارغ (من ويكي بيانات) (مساعدة)